# Gaultheria santanderensis
Gaultheria santanderensis är en ljungväxtart som beskrevs av A. C. Smith. Gaultheria santanderensis ingår i släktet Gaultheria och familjen ljungväxter. Inga underarter finns listade i Catalogue of Life.